# Eternally Yours
Eternally Yours (prt Fabricante de Mulheres; bra Eternamente Tua) é um filme norte-americano de 1939, do gênero comédia dramática, dirigido por Tay Garnett e estrelado por Loretta Young e David Niven.
Eternally Yours, filme sobre o romance entre um ilusionista escapologista e uma jovem comprometida, é salvo da monotonia pelo elenco de apoio, com destaque para Hugh Herbert e C. Aubrey Smith.
A Academia concedeu a sua trilha sonora uma indicação ao Oscar.

## Sinopse

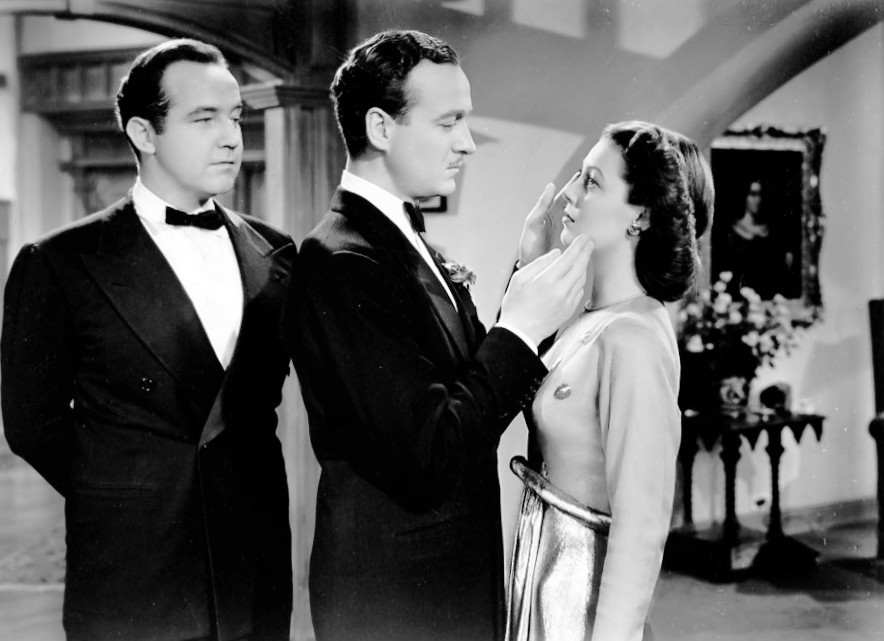
Broderick Crawford, David Niven e Loretta Young em cena do filme

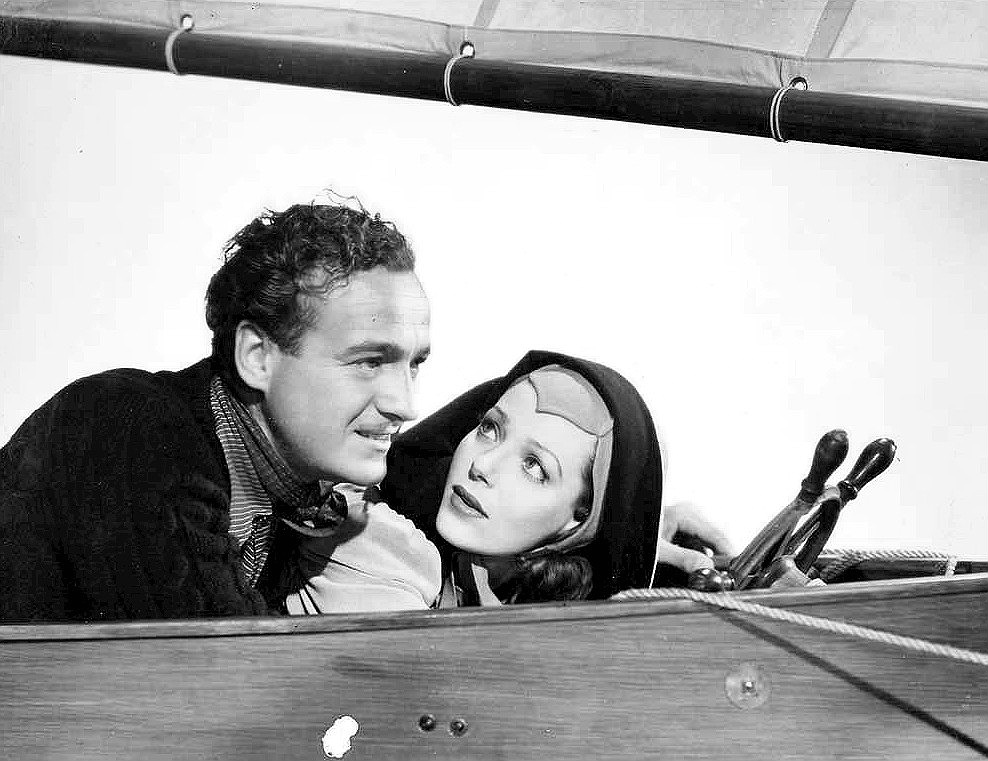
Outra cena do filme, com David Niven e Loretta Young

A vida de Anita Halstead vai de vento em popa; afinal, está noiva do ricaço Don Burns, que certamente lhe dará estabilidade e conforto. Entretanto, tudo muda quando ela conhece e se deixa seduzir pelo mágico Tony, autodenominado O Grande Arturo. Anita chuta Don e casa-se com Arturo, de quem se torna assistente em suas apresentações pelo mundo. Chega um momento, no entanto, em que ela se cansa dessa vida e almeja uma coisa mais simples, como uma casa no campo, por exemplo. Outros problemas são os flertes de Arturo com outras mulheres e, principalmente, os números cada vez mais perigosos que ele passa a executar. Daí, um dia ela o deixa, o que obriga Arturo a correr atrás dela...

## Premiações
| Patrocinador                                  | Prêmio | Categoria                     | Situação |
| --------------------------------------------- | ------ | ----------------------------- | -------- |
| Academia de Artes e Ciências Cinematográficas | Oscar  | Melhor Trilha Sonora Original | Indicado |

## Elenco
| Ator/Atriz         | Personagem           |
| ------------------ | -------------------- |
| Loretta Young      | Anita Halstead       |
| David Niven        | Tony/O Grande Arturo |
| Hugh Herbert       | Benton               |
| Billie Burke       | Tia Abby             |
| C. Aubrey Smith    | Gramps               |
| Raymond Walburn    | Harley Bingham       |
| Zasu Pitts         | Cary Bingham         |
| Broderick Crawford | Don Burns            |
| Virginia Field     | Lola De Vere         |
| Eve Arden          | Gloria               |
| Ralph Graves       | Morrisey             |
| Lionel Pape        | Howard               |
| Fred Keating       | Mestre de Cerimônias |